# Kiribati Uniting Church
L’Église protestante des Kiribati (en anglais, Kiribati Protestant Church, KPC) est la principale église protestante de type congrégationaliste des Kiribati qui réunit environ 40 % des Gilbertins. Elle a porté le nom de Gilbert Islands Protestant Church (GIPC) de son autonomie en 1963, jusqu'en 1979.
En 2014, lors d'une assemblée générale à Arorae, la KPC change de nom pour devenir la KUC, Kiribati Uniting Church, afin de mieux représenter la diversité des églises protestantes locales et notamment la composante évangéliste. Mais peu après ce changement de nom, une scission a lieu, recréant une KPC, concurrente et indépendante de la KUC, réunissant environ 10 % de la population, 20 % ayant finalement rejoint la nouvelle KUC selon le recensement le plus récent celui de 2020.